# От-Сюр
От-Сюр (фр. Haute-Sûre) — крупное водохранилище в северо-западном Люксембурге. Является крупнейшим водоёмом в стране. Получило название от коммуны Лак-де-ла-От-Сюр.

## История
От-Сюр было создано в 1960-е годы для удовлетворения потребностей в питьевой воде и электроэнергии. В городе Эш-сюр-Сюр, расположенном на одном конце водохранилища. Сразу над ним ГЭС в 10 километрах вверх по долине. Средняя площадь составляет 3,8 км². Это около 0,15 % от общей площади Люксембурга.
Является центром занятий водными видами спорта: парусный спорт, гребля на байдарках и каноэ. Такие мероприятия на открытом воздухе делают водоём привлекательным местом для туристов. Водохранилище имеет очень высокий уровень качества воды.